# Liste des intercommunalités du Val-d'Oise

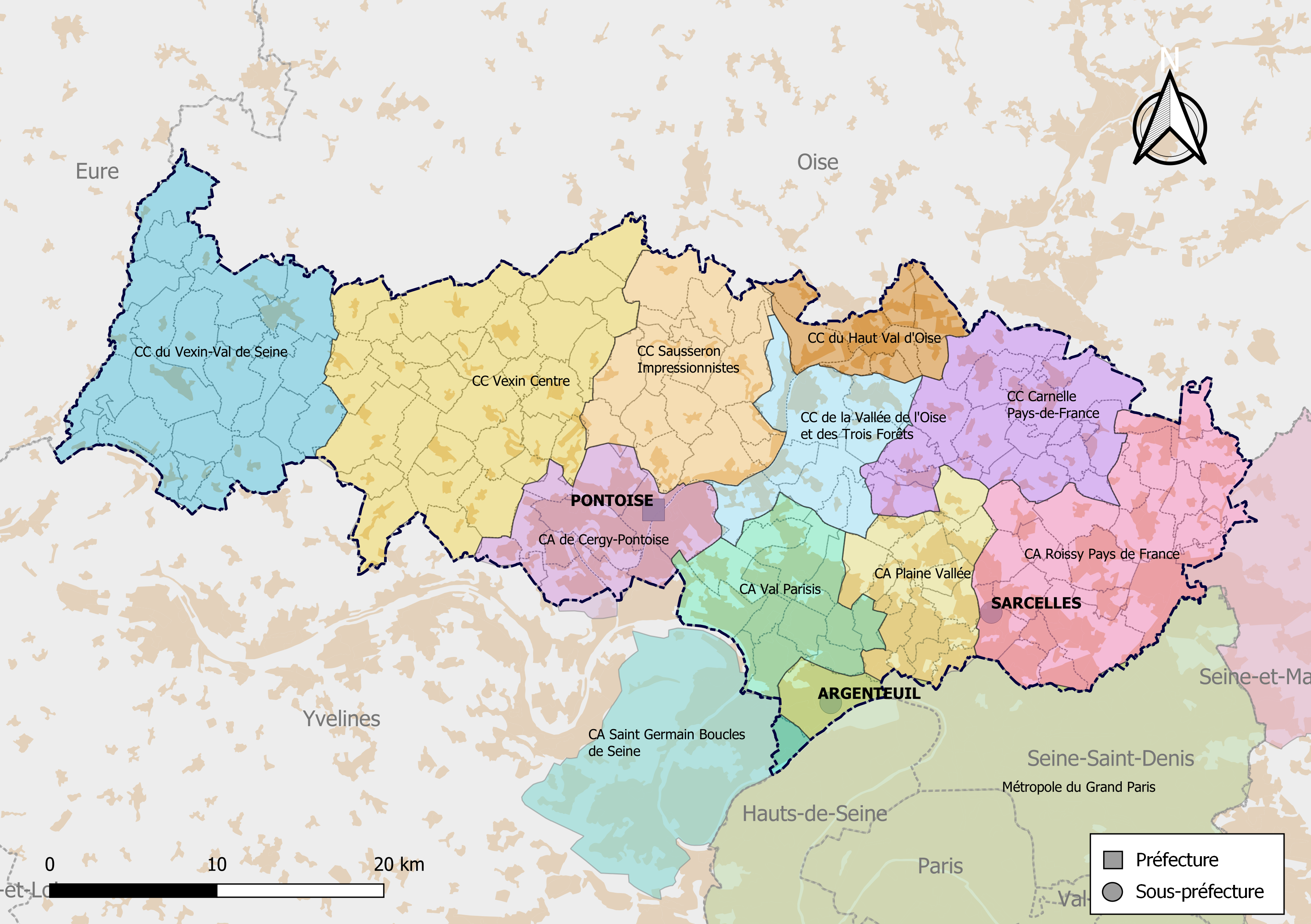
Carte des EPCI à fiscalité propre du Val-d'Oise au 1er janvier 2019.

Depuis le 1er janvier 2017, le département du Val-d'Oise est couvert par 12 établissements publics de coopération intercommunale : une métropole ayant son siège à Paris, 5 communautés d'agglomération (dont une ayant son siège dans les Yvelines) et 6 communautés de communes.

## Intercommunalités à fiscalité propre
| Forme juridique                                                                  | Nom                                           | no SIREN  | Date de création | Nombre de communes                   | Population (der. pop. légale) | Superficie (km2) | Densité (hab./km2) | Siège             | Président             | Type de fiscalité |
| -------------------------------------------------------------------------------- | --------------------------------------------- | --------- | ---------------- | ------------------------------------ | ----------------------------- | ---------------- | ------------------ | ----------------- | --------------------- | ----------------- |
| Intercommunalités dont le siège est situé dans le département du Val-d'Oise (10) |                                               |           |                  |                                      |                               |                  |                    |                   |                       |                   |
| Communauté d'agglomération                                                       | CA de Cergy-Pontoise                          | 249500109 | 6 juillet 1984   | 13 (dont 1 dans le 78)               | 214 428 (2021)                | 84,20            | 2 548              | Cergy             | Jean-Paul Jeandon     | FPU               |
| Communauté d'agglomération                                                       | CA Plaine Vallée                              | 200056380 | 1er janvier 2016 | 18                                   | 184 945 (2021)                | 74,10            | 2 497              | Montmorency       | Luc Strehaiano        | FPU               |
| Communauté d'agglomération                                                       | CA Roissy Pays de France                      | 200055655 | 1er janvier 2016 | 42 (dont 17 dans le 77)              | 360 010 (2021)                | 340,90           | 1 056              | Roissy-en-France  | Patrick Renaud        | FPU               |
| Communauté d'agglomération                                                       | CA Val Parisis                                | 200058485 | 1er janvier 2016 | 15                                   | 286 277 (2021)                | 87,20            | 3 282              | Beauchamp         | Yannick Boëdec        | FPU               |
| Communauté de communes                                                           | CC Carnelle - Pays de France                  | 200073013 | 18 décembre 2013 | 19                                   | 33 283 (2021)                 | 123,30           | 270                | Luzarches         | Patrice Robin         | FA                |
| Communauté de communes                                                           | CC du Haut Val-d'Oise                         | 249500489 | 25 octobre 2004  | 9                                    | 39 726 (2021)                 | 48,70            | 815                | Beaumont-sur-Oise | Catherine Borgne      | FPU               |
| Communauté de communes                                                           | CC Sausseron Impressionnistes                 | 249500430 | 24 décembre 2002 | 15                                   | 19 061 (2021)                 | 119,80           | 159                | Vallangoujard     | Isabelle Mézières     | FPU               |
| Communauté de communes                                                           | CC de la Vallée de l'Oise et des Trois Forêts | 249500455 | 17 novembre 2003 | 9                                    | 39 019 (2021)                 | 75,90            | 514                | L'Isle-Adam       | Sébastien Poniatowski | FA                |
| Communauté de communes                                                           | CC Vexin centre                               | 200035970 | 1er janvier 2013 | 33                                   | 24 906 (2021)                 | 242,20           | 103                | Vigny             | Nadine Ninot          | FA                |
| Communauté de communes                                                           | CC Vexin - Val de Seine                       | 249500513 | 22 juillet 2005  | 26                                   | 16 622 (2021)                 | 198,90           | 84                 | Magny-en-Vexin    | Jean-François Renard  | FPU               |
| Intercommunalité dont le siège est situé à Paris (1)                             |                                               |           |                  |                                      |                               |                  |                    |                   |                       |                   |
| Métropole                                                                        | Métropole du Grand Paris                      | 200054781 | 1er janvier 2016 | 130 (dont 1 dans le 95 : Argenteuil) | 7 103 801 (2021)              | 814,20           | 8 725              | Paris (75)        | Patrick Ollier        | FPU               |
| Intercommunalité dont le siège est situé dans le département des Yvelines (1)    |                                               |           |                  |                                      |                               |                  |                    |                   |                       |                   |
| Communauté d'agglomération                                                       | CA Saint Germain Boucles de Seine             | 200058519 | 1er janvier 2016 | 19 (dont 1 dans le 95 : Bezons)      | 336 563 (2021)                | 139,10           | 2 420              | Le Pecq (78)      | Pierre Fond           | FPU               |

## Historique

### Évolutions au1erjanvier 2017
Le Val-d'Oise passe de 11 à 10 EPCI à fiscalité propre ayant leur siège dans le département, en application du schéma départemental de coopération intercommunale arrêté le 30 mars 2016 :
- Extension de la communauté de communes Carnelle - Pays de France par fusion avec la communauté de communes du pays de France (hormis Noisy-sur-Oise).
- Extension de la communauté de communes du Haut Val-d'Oise par ajout de la commune de Noisy-sur-Oise (issue de la communauté de communes Carnelle - Pays de France).

### Sources, notes et références
1. ↑  FA : Fiscalité additionnelle - FPU : Fiscalité professionnelle unique.
2. ↑  Données clés de l'intercommunalité Communauté d'agglomération de Cergy-Pontoise.
3. ↑  Données clés de l'intercommunalité Communauté d'agglomération Plaine Vallée.
4. ↑  Données clés de l'intercommunalité Communauté d'agglomération Roissy Pays de France.
5. ↑  Données clés de l'intercommunalité Communauté d'agglomération Val Parisis.
6. ↑  Données clés de l'intercommunalité Communauté de communes Carnelle Pays-de-France.
7. ↑  Données clés de l'intercommunalité Communauté de communes du Haut Val-d'Oise.
8. ↑  Données clés de l'intercommunalité Communauté de communes Sausseron Impressionnistes.
9. ↑  Données clés de l'intercommunalité Communauté de communes de la Vallée de l'Oise et des Trois Forêts.
10. ↑  Données clés de l'intercommunalité Communauté de communes Vexin Centre.
11. ↑  Données clés de l'intercommunalité Communauté de communes Vexin - Val de Seine.
12. ↑  Données clés de l'intercommunalité Métropole du Grand Paris.
13. ↑  Données clés de l'intercommunalité Communauté d'agglomération Saint Germain Boucles de Seine.
14. ↑  « Schéma départemental de coopération intercommunale arrêté le 30 mars 2016 », Préfecture du Val-d'Oise, 30 mars 2016 (consulté le 29 mai 2017).